# Lifetimes (歌曲)
〈Lifetimes〉是美国歌手凱蒂·佩芮的一首歌曲，收录于她的第7张录音室专辑《143》。2024年8月8日，歌曲通过国会唱片作为专辑的第二张单曲发行。歌曲由佩里与加麥爾·刘易斯、罗科·瓦德茲、賴恩·奧格倫、莎拉·哈德森、塞隆·托马斯和本歌曲制作人沃恩·奥利弗和卢卡什·戈特瓦尔德共同创作，其创作灵感源于佩里对女儿黛西·德芙·布鲁的情感。〈Lifetimes〉展现了深度浩室和车库浩室风格，并融合了流行和舞曲的元素。
歌曲的音乐视频由Stillz执导，在西班牙的巴利阿里群島拍摄，并因涉嫌未获适当拍摄许可而引发当地政府的调查。佩里在2024年MTV音乐视频大奖上现场表演了此曲。

## 背景与词曲
佩里与加麥爾·刘易斯、罗科·瓦德茲、賴恩·奧格倫、莎拉·哈德森、塞隆·托马斯和本歌曲制作人沃恩·奥利弗和卢卡什·戈特瓦尔德共同创作了歌曲。佩里解释道，歌曲的创作灵感源于她的女儿黛西·德芙·布魯（Daisy Dove Bloom）：“有时候，我们会在恋人身上寻找自己的灵魂伴侣，这很有趣。对我来说，黛西就是这样的。我是为她写了〈Lifetimes〉这首歌。每晚，在我们睡觉之前，我都会对她说‘我爱你’，然后问她‘你会在生生世世都寻觅到我吗？’她就会回答‘会的’。”2024年8月8日，歌曲通过国会唱片作为专辑《143》的第二张单曲发行。歌曲的曲风是深度浩室和车库浩室，并包含流行和舞曲的元素。

## 评价
《商业内幕》的卡莉·阿格里姆（Callie Ahlgrim）认为，〈Lifetimes〉非常平庸和套路化，歌词也十分重复。她认为佩里在歌曲中尝试模仿她2010年专辑《花漾年華》的风格。

## 音乐视频

### 概要
歌曲的音乐视频与歌曲同步释出，由Stillz执导，在西班牙的巴利阿里群島拍摄。在音乐视频中，佩里坐船在伊维萨岛沿海航行，骑摩托车穿越福门特拉岛。有一群穿比基尼的人在海滩上进行水上运动，之后则是在夜总会与DJ一起跳舞的镜头。在视频中，她还公布了专辑《143》的曲目列表。

### 调查
2024年8月13日，巴利阿里群岛政府环境与交通部对佩里展开调查，以验证她的音乐视频是否破坏了埃斯帕尔马多岛高保护级别的沙丘；该部门声称她的制作团队在拍摄这一生态丰富的区域时未取得适当的授权。佩里所属厂牌国会唱片的一名发言人告诉《綜藝》，视频拍摄团队在制作前获得了拍摄许可，并从海岸与海洋总局处获得了“口头批准”。国会唱片表示团队“遵守了所有与该地区拍摄相关的规定，并对这个地点及负责保护它的官员表示最崇高的尊重”。尽管该音乐视频不一定构成“环境犯罪”，但由于拍摄需要获得适当的许可，因此被视为一种违规行为。

## 现场表演
2024年9月11日，佩里在2024年MTV音乐视频大奖中现场表演了这首歌曲，作为她领取迈克尔·杰克逊音乐视频先锋奖时歌曲串烧表演的一部分。

## 榜单
| 榜单（2024年）                             | 最高 排位 |
| ------------------------------------------ | --------- |
| 澳大利亚（AirCheck电台榜）                 | 21        |
| 白俄罗斯（TopHit白俄罗斯电台榜）           | 58        |
| 独联体（Tophit独联体电台榜）               | 43        |
| 哥斯达黎加（拉美監控哥斯达黎加英语电台榜） | 10        |
| 捷克（電台百強單曲榜）                     | 40        |
| 萨尔瓦多（拉美監控萨尔瓦多英语电台榜）     | 4         |
| 爱沙尼亚（TopHit爱沙尼亚电台榜）           | 118       |
| 危地马拉（拉美監控危地马拉电台榜）         | 19        |
| 日本（日本公告牌 Hot Overseas）            | 7         |
| 拉脱维亚（TopHit拉脱维亚电台榜）           | 1         |
| 立陶宛（TopHit立陶宛电台榜）               | 10        |
| 墨西哥（拉美監控英语电台榜）               | 8         |
| 新西兰（新西兰唱片音乐协会热门单曲榜）     | 11        |
| 巴拉圭（拉美監控巴拉圭电台榜）             | 16        |
| 波兰（波兰百大电台榜）                     | 34        |
| 俄罗斯（TopHit俄罗斯电台榜）               | 44        |
| 英國（官方榜单公司單曲榜）                 | 89        |
| 乌拉圭（拉美監控乌拉圭英语电台榜）         | 12        |
| 美国（《告示牌》Bubbling Under Hot 100）   | 15        |

| 榜单（2024年）                   | 最高 排位 |
| -------------------------------- | --------- |
| 独联体（TopHit独联体电台榜）     | 89        |
| 拉脱维亚（TopHit拉脱维亚电台榜） | 56        |
| 立陶宛（TopHit立陶宛电台榜）     | 40        |

## 脚注
1. ↑  标题可译为“生生世世”